# Arado Ar 233
Arado Ar 233 — немецкий двухмоторный гидросамолёт, рассчитанный на 10 пассажиров. Ар 233 имел два двигателя BMW 323 или BMW 801. Макет самолёта был завершен фирмой Dewoitine в оккупированной немцами Франции, но проект был заброшен из-за освобождения Франции в 1944 году.